# Steinkiste im Uelzener Stadtwald

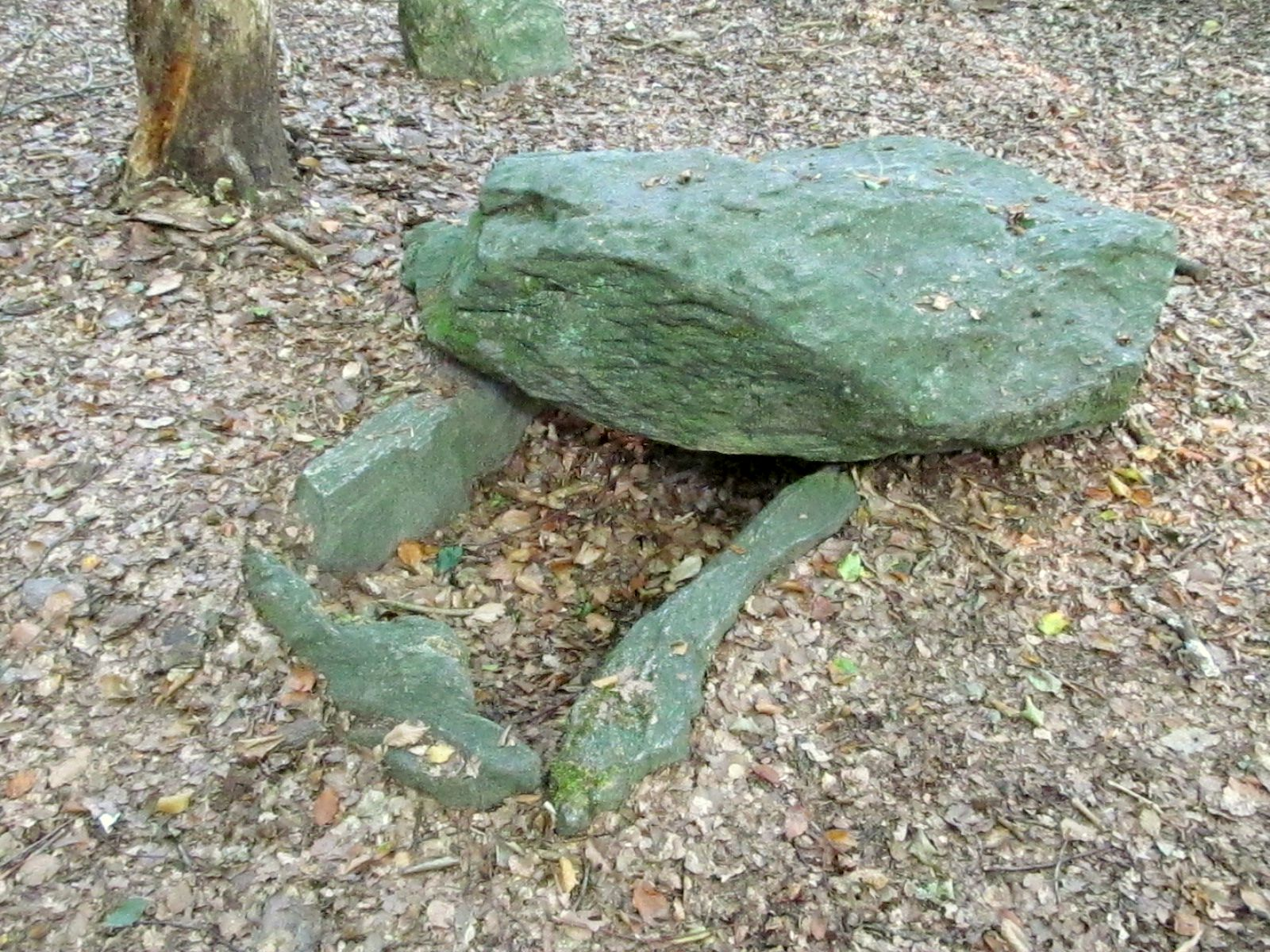
Steinkiste im Stadtwald

Die Steinkiste im Uelzener Stadtwald in Niedersachsen wurde wohl unter Mitwirkung des Freiherrn Georg Otto Carl von Estorff (1811–1877) im Jahre 1848 an ihre heutige Stelle versetzt. Ursprünglich stand sie auf der Trasse der benachbarten Bahnstrecke Uelzen – Lüneburg. 
Steinkisten wurden während der Jungsteinzeit und der Bronzezeit im gesamten Verbreitungsgebiet der nordischen Megalitharchitektur und darüber hinaus, zunächst nur gebietsweise, später auch überregional in Gebieten errichtet, in denen Baumaterial – in der Regel Findlinge – verfügbar war.
Steinkisten aus Plattenmaterial wurden in den gewachsenen Boden eingetieft, oder in stabilisierende Hügel platziert, da ihr Baumaterial keine große Eigenstatik besitzt. Bei der Uelzener Kiste wurden sechs anscheinend für diesen Zweck gespaltene Steine in eine rechteckige Grube gesetzt. Ein Deckstein verschloss die Kiste. Der Deckstein hat wahrscheinlich seit der Vorzeit sichtbar dagelegen und wurde irgendwann in geschichtlicher Zeit zerbrochen. Eine Hälfte fehlt; über ihren Verbleib ist, ebenso wie über den der Funde nichts bekannt. Der Uelzener Deckstein ist der einzige einer deutschen Steinkiste, in den Schälchen eingearbeitet worden sind. Schalensteine sind ein europaweites Phänomen der Bronzezeit und auch im Umkreis mehrfach anzutreffen (z. B. in Drethem, Haaßel oder am Großsteingrab von Lehmke). Man nimmt an, dass die Schälchen für kultische Handlungen benutzt wurden.
Es handelt sich bei Steinkiste im Uelzener Stadtwald eventuell um eine der nicht so häufigen Kisten der Kulturen mit Schnurkeramik, die in der Vergangenheit auch als Einzelgrab- oder Streitaxt-Kulturen bezeichnet wurde. Die Kultur gehört an das Ende der Jungsteinzeit. Diese Steinkiste steht in der Tradition der Großsteingräber. Die errichtende Kultur ging allerdings zur Brandbestattung über. Im Uelzener Becken sind zehn solcher Kisten bekannt. Dazu gehören die Leichenbrand und Keramikbecher, Feuersteinäxte und andere Steingeräte enthaltenden, untersuchten Kisten von: 
- Bruchtorf
- Holthusen II
- Lehmke
- Molzen
- Veerßen